# Dinara Rakhimbaeva
Dinara Rakhimbaeva (Almatý, 27 de enero de 1995) es una modelo y bloguera kazaja.

## Biografía
Nació en enero de 1995 en Almatý, de padre ruso y madre kazaja. Tiene una hermana, Islana, y un hermano, Zhangir. Rakhimbaeva se graduó en el Liceo Número 134 de Almatý. En 2017 se graduó en Finanzas en la Universidad de Nottingham.
Desde que creó un perfil de Instagram en agosto de 2015, Rakhimbaeva se ha convertido en una popular influencer de las redes sociales, consiguiendo más de 450 000 seguidores.
Rakhimbaeva se hizo conocida por su aspecto y su figura, especialmente por su estrecha cintura, por lo que ha sido etiquetada en los medios como la "Barbie de Kazajistán".
En 2017, su sesión de fotos para la marca de ropa interior kazaja Bite Me Lingerie, publicada en las páginas de la revista L'Officiel Kazakhstan, recibió duras críticas por parte de la población musulmana y tuvo una intensa cobertura en los medios de comunicación de Kazajistán y de otros países. Más tarde, Rakhimbaeva arremetió contra los críticos diciendo: "¿Por qué sois tan mezquinos? Hay mucho odio hacia mí, pero yo no os he hecho nada. Me gustaría desearos toda la felicidad y el amor".
En 2018, Rakhimbaeva posó para la edición kazaja de Men's Health.
En marzo de 2019, se publicó una sesión de fotos desnuda en su perfil de Instagram.